# Dörfles-Esbach

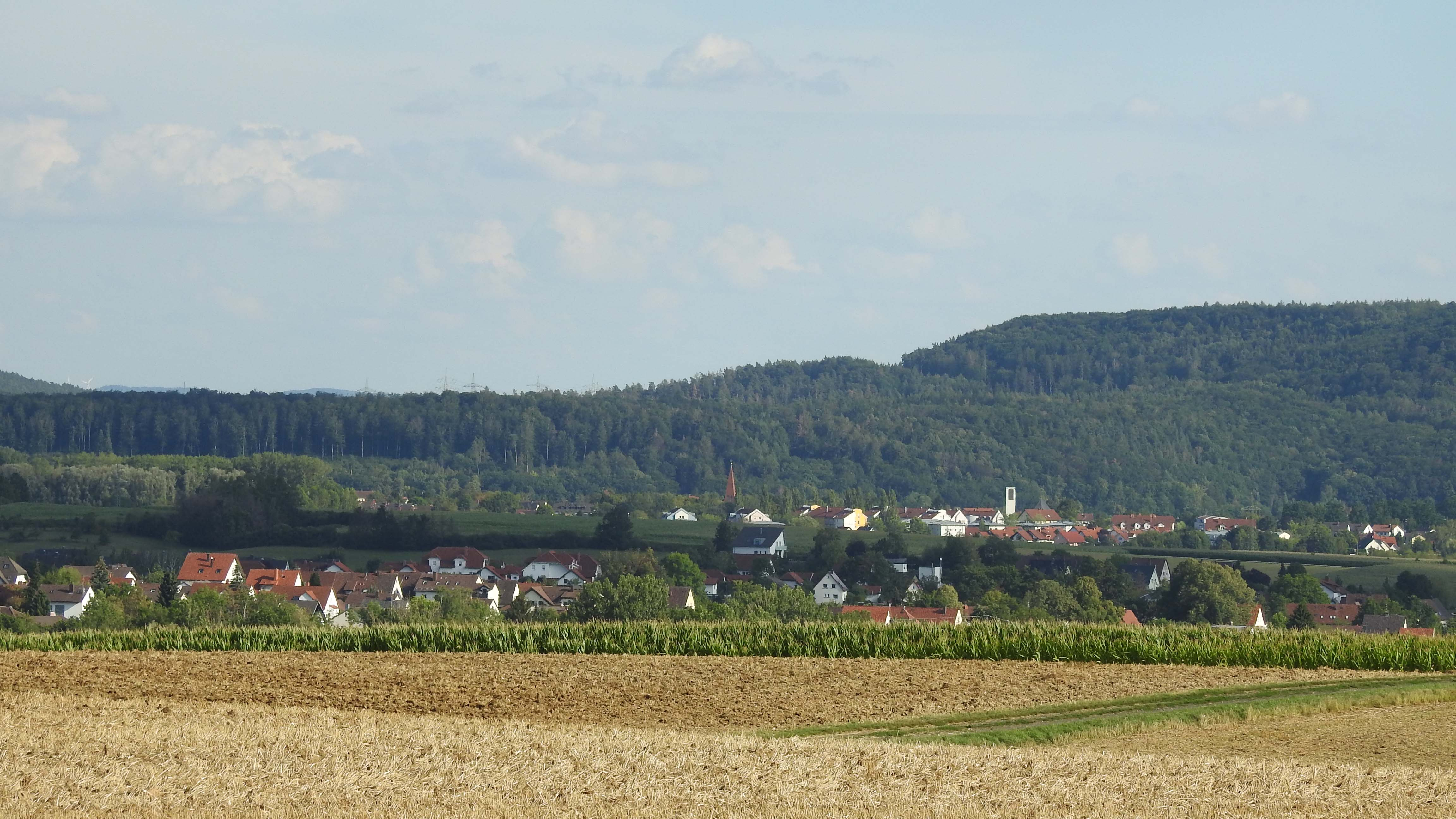
Dörfles-Esbach von Nordwesten

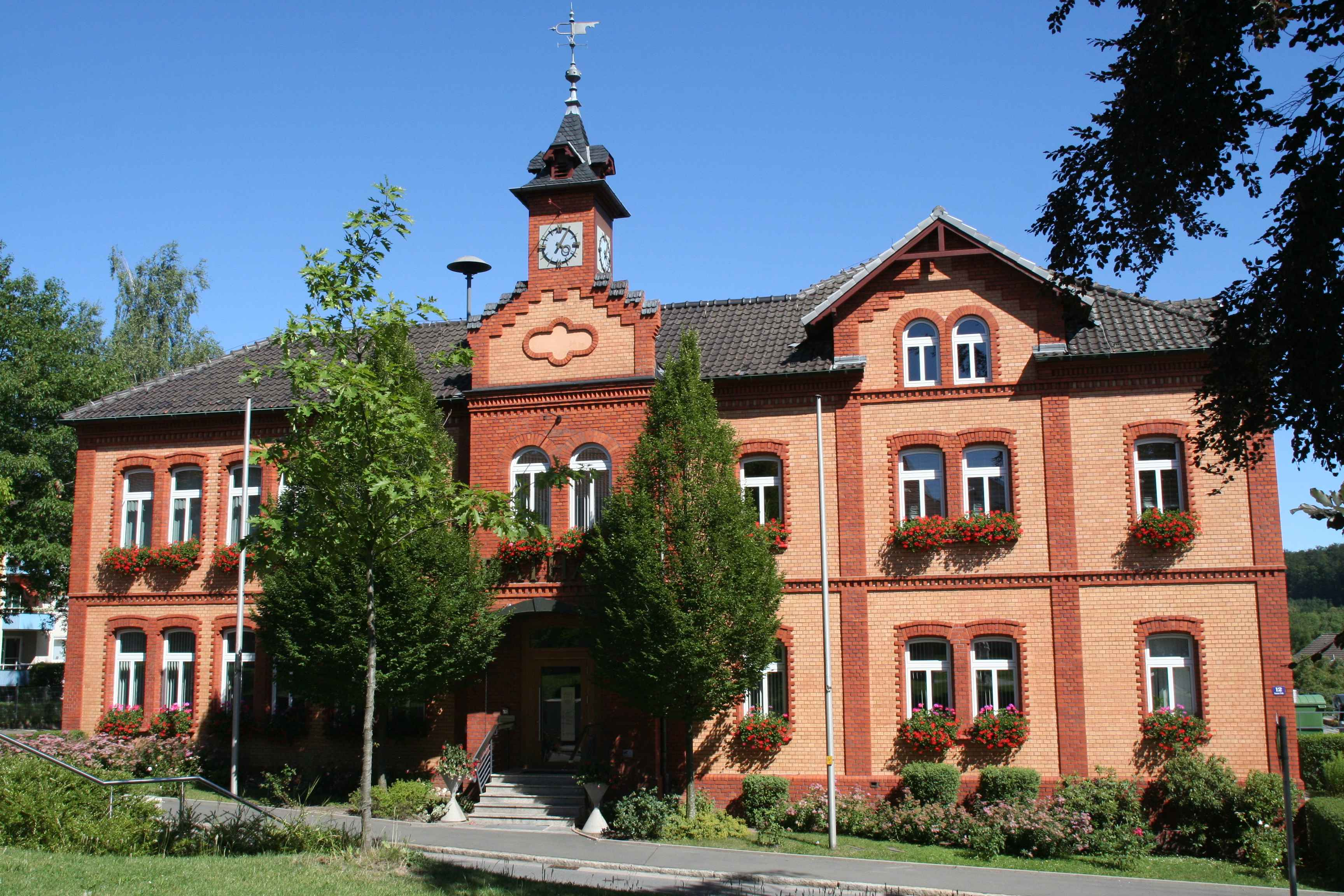
Rathaus

Dörfles-Esbach ist eine Gemeinde im oberfränkischen Landkreis Coburg.

## Geografie
Etwa fünf Kilometer nordöstlich von Coburg liegt die Nachbargemeinde Dörfles-Esbach. Sie befindet sich auf einem Lehmrücken nördlich des Itztales.

## Gemeindegliederung
Die Gemeinde hat zwei Gemeindeteile (in Klammern ist der Siedlungstyp angegeben):
- Dörfles bei Coburg (Pfarrdorf)
- Esbach (Dorf)

## Geschichte
Esbach wurde erstmals im Jahre 1149 als Groß-Espe urkundlich erwähnt, von Dörfles war erstmals urkundlich 1317 die Rede. Die Gemeinden gehörten bis 1918 zum Herzogtum Sachsen-Coburg und Gotha und kamen als Teil des Freistaats Coburg im Jahr es 1920 nach einem Volksentscheid von 1919 zu Bayern. Am 1. Januar 1971 schlossen sich Dörfles bei Coburg und Esbach zu einer Einheitsgemeinde zusammen.

### Einwohnerentwicklung
Im Zeitraum 1988 bis 2018 wuchs die Gemeinde von 3493 auf 3591 um 98 Einwohner bzw. um 2,8 %. Ein Höchststand wurde am 31. Dezember 1997 mit 4116 Einwohnern erreicht.

## Politik

### Gemeinderat
Die Kommunalwahl 2020 führte zu folgender Sitzverteilung im Gemeinderat:
- Unabhängiger Bürgerverein Dörfles-Esbach 8 Sitze
- SPD 3 Sitze
- CSU 4 Sitze
- FDP 1 Sitz

### Bürgermeister
Seit 1. Mai 2022 ist Torsten Dohnalek (UBV) berufsmäßiger Erste Bürgermeister. Sein Vorgänger war Udo Döhler (Unabhängiger Bürgerverein Dörfles-Esbach), der Ende April 2022 aus gesundheitlichen Gründen das Amt vorzeitig niederlegte.

### Wappen
| | Blasonierung: „In Silber über blauem Wellenbalken ein roter Eichenstamm mit je zwei Eicheln, darunter drei rote Häuser.“ |
| Wappenbegründung: Die Coburger Bürgerfamilie Esbacher nannte sich nach diesem Ort. Der Eichenstamm mit den vier Eicheln ist ihrem Wappen entnommen. Die roten Häuser stehen redend für den Ortsnamen Dörfles. Sie weisen zugleich auf den roten Ton, der im Gemeindegebiet vorkommt und verarbeitet wird. Der blaue Wellenbalken symbolisiert die Itz, die durch das Gemeindegebiet fließt. Dieses Wappen wird seit 1977 geführt. | |

## Kultur und Sehenswürdigkeiten

### Vereine
- Obst- und Gartenbauverein Dörfles-Esbach e. V.
- TSV Dörfles-Esbach e. V.
- DJK Dörfles-Esbach e. V.
- Schützenverein Dörfles 1964 e. V.
- Freiwillige Feuerwehr Dörfles-Esbach
- Gesangverein „Eintracht“ Dörfles-Esbach

## Wirtschaft und Infrastruktur

### Wirtschaft
Die Coburger Kartonagenfabrik, 1949 von Horst Gebler gegründet, hat ihren Sitz mit ca. 260 Mitarbeitern in Dörfles-Esbach und stellt Verpackungen im Food- als auch im Non-Food-Bereich her.
Das 1954 gegründete Maschinenbauunternehmen Reichenbacher Hamuel, zur Scherdelgruppe gehörend, hat rund 170 Mitarbeiter (Stand: Juli 2015).

### Verkehr
Der Haltepunkt Dörfles-Esbach liegt an der Bahnstrecke Coburg–Sonneberg, die über die Verbindungskurve Dörfles-Esbach mit der Schnellfahrstrecke Nürnberg–Erfurt verbunden ist.
Der Betriebsbahnhof Esbach lag an der Bahnstrecke Eisenach–Lichtenfels.
Dörfles-Esbach verfügt auch über eine Stadtbusverbindung mit dem benachbarten Coburg. Nächste Autobahnanschlussstelle an die Bundesautobahn 73 ist die Anschlussstelle Rödental.

### Bildung
- Emil-Fischer-Volksschule (Grundschule)
- Willy-Machold Kindergarten

## Dialekt
In Dörfles-Esbach wird Itzgründisch gesprochen, ein mainfränkischer Dialekt.